# Multiview Video Coding
Multiview Video Coding (MVC), ( ISO / IEC 14496-10:2008 corrección 1), es una extensión de los estándares de compresión de vídeo H.264/MPEG-4 AVC o popularmente conocido como Advanced Video Coding,  desarrollado  gracias a los esfuerzos  conjuntos de MPEG/VCEG, que permite una eficiente codificación de secuencies capturadas simultáneamente desde varias cámaras de vídeo con un único flujo de datos.
El MVC, está orientado a la codificación de vídeo estereoscópico, y también para la FTV  (Televisión de punto de vista libre) y la televisión 3D.
Este sistema de codificación MVC, ha estado pensado para que también sea compatible con H.264/AVC, de forma que permita a los dispositivos antiguos descodificar el vídeo estereoscópico, ignorando la información adicional del segundo punto de vista y mostrando la imagen en 2D.

## Características
El origen del MVC, surgió con el gran volumen de datos que implica la transmisión de vídeo de múltiples puntos de vista, lo que requiere mucho más ancho de banda que en vídeo tradicional. En consecuencia, la forma de comprimir de forma eficiente el vídeo de múltiple punto de vista, es muy importante.
Debido a que el vídeo en múltiple punto de vista consiste en secuencias de vídeo capturadas por varias cámaras desde diferentes ángulos y lugares, la combinación temporal y la predicción de la vista temporal son las claves para hacer codificaciones eficientes en MVC.
Esta predicción se basa en la suposición de que los fotogramas de vídeo desde diferentes puntos de vista, pueden ser libremente intercambiados o simultáneamente disponibles en el codificador, así que, un fotograma de una cámara puede predecir fotogramas de la misma cámara, y también los fotogramas de las segundas cámaras.

### Diferentes técnicas de predicción
Además de la predicción temporal utilizada en los códecs estándares, MVC también utiliza:
- Predicción desde imágenes anteriores.
- Predicción desde imágenes posteriores.
- Predicción desde imágenes interpoladas.
- Predicción desde imágenes modificadas.

## Campos de implementación
Vídeo 3D (3DV), y Vídeo con Punto de vista libre (FVV) son los nuevos tipos de medios visuales en los que se puede aplicar el MVC, y así ampliar la experiencia del usuario más allá de lo que ofrece el vídeo 2D .
Vídeo 3D:
- Transmite sensación de profundidad dentro de una escena 3D.
- Aplicaciones en videoconferencias, 3DTV, ...

Punto de vista libre (FVV):
- Proporciona la capacidad de selección interactiva del punto de vista y dirección dentro de un radio de acción determinado.
- Aplicación en vigilancia, deportes, conciertos, ...

## Problemas que podemos encontrar
En el MVC, también nos podemos encontrar diferentes problemas a la hora de realizar la predicción.
Uno de los problemas sería las grandes diferencias entre los diferentes puntos de vista de las secuencias de vídeo con múltiples vistas. Este problema se puede resolver con un predicción de interpolación de vista basado en la profundidad. La idea es estimar la profundidad, ya sea en el codificador o decodificador.
El segundo problema que podemos encontrar en MVC, es inconsistencia de iluminación y color. En general estos efectos deberían reducirse al mínimo mediante el ajuste adecuado en las condiciones de grabación, pero no siempre es posible. La iluminación (focos, sombras, etc.) varía en gran medida sobre las múltiples vistas de las imágenes. Para MVC, la compensación de las diferencias en la iluminación i color se consigue modificando el proceso de predicción de H.264/AVC a nivel de bloque. 